# 隋白釉龙柄双联传瓶
天津博物馆馆藏文物隋白釉龙柄双联传瓶，为中国一级文物，列入第三批禁止出境展览文物。
瓶高18.5厘米，口径5.2厘米，底径2.5厘米，腹径11厘米。盘口，单颈，双腹相连，连接处有两个环形系。肩左右两侧各塑一条修长的龙形柄，龙头探入瓶口内，似在贪婪地吸吮着瓶中的玉液琼浆。双龙柄为手工捏塑而成，手法简单干练，形象却生动逼真。双平底刻有铭文：“此传瓶，有並。”由此得知，这个瓶子的名称应为传瓶。